# Charles-Désiré Bigot
Pour les articles homonymes, voir Bigot.
Charles-Désiré Bigot était un journaliste français du XIXe siècle.
Né à Virignin (Ain) 1er avril 1819, mort à Lyon le 15 décembre 1851, il était l'un des fondateurs, en 1848, du journal quotidien Le Salut public qu'il a dirigé jusqu'à sa mort.
C'est lui qui a écrit le roman-feuilleton publié par son journal Le Gone de Saint-Georges, racontant la vie d'ouvrier tisseur de 17 ans en 1789, qui est amené à sauver Bonaparte, puis être entraîné dans l'engrenage révolutionnaire et devoir lutter héroïquement lors du siège de Lyon.
On lui doit aussi un roman Mémoire d'un Marguillier et une brochure politique intitulée Le Canon russe en réponse au Spectre rouge de 1852 de Auguste Romieu.